# 吉沢梨亜
吉沢 梨亜（よしざわ りあ、2003年〈平成15年〉9月9日 - ）は、日本のAV女優。LINX所属。

## 経歴
2023年12月より、御園ももと「秘密のももりあ」としてYouTubeおよびTikTokerとして活動開始。「ノーブラ散歩」「拘束くすぐり」といったコンテンツで人気を得る。 
2024年1月30日の生配信で御園ももとともにFALENO専属でAVデビューすることを発表。
2024年1月31日、Amazon HELLO ERO powered by H2Uにて『新人 専属 吉沢梨亜 20歳 8年間かかさず1日3回オナニーし続けるエロ真面目な美少女AVデビュー』(FALENO)でAV女優デビュー。
光文社『FLASH』2024年3月5日号に、青山裕企が撮影した吉沢と御園の初ヌードグラビアが掲載された。AVデビューをきっかけに「秘密のももりあ」は発展解消している。
同年12月24日、光文社『FLASH』が独自集計した「FLASHセクシー女優ランキング2024」20位。

## 人物
- 趣味はショッピング[5]
- デビュー前は理学療法士を養成する学校に行っていたが、退学した[6]。
- 初キスは中学1年の時[6]
- 初めてオナニーしたのは幼稚園の頃。
- AVライターの芝田カズはデビュー時の印象を「純粋無垢な絵が目を引く、正統派美少女」と筆致[7]。しかし作品を重ねるごとに、隠しきれない卑猥があり、どんどん性欲が覚醒されてきていると評価した[7]。
- 東京スポーツ男セン面編集部は「どこかあどけなさを残した少女のような表情が魅力」と記述した[8]。アサ芸シークレット編集部は胸の形を「反発力抜群のゴムボールのようなちょいムチ美乳」と評価した[9]。

## 作品

### アダルトビデオ

#### FALENO専属期間
FALENOは『配信特化型AVメーカー』を掲げているため、先行配信日も記載しています。
- 新人 専属 吉沢梨亜 20歳 8年間かかさず1日3回オナニーし続けるエロ真面目な美少女AVデビュー（2月7日先行配信、3月7日発売）
- 初めて尽くしのめっちゃイキ初体験4本番スペシャル 吉沢梨亜（3月14日先行配信、4月11日発売）
- 体液で交感する絶え間ない官能セックス 吉沢梨亜（4月3日先行配信、5月9日発売）
- 初恋スイートルーム はじめて彼女とお泊りデートで朝まで濃密セックス 吉沢梨亜（5月3日先行配信、6月6日発売）[11]
- 美少女の理性をダメにする【2段階】性欲覚醒SEX 吉沢梨亜（6月10日先行配信、7月11日発売）
- 彼女の不在中、僕のことが大好きな彼女の妹にパンチラ誘惑されて何度も、何度も、セックスした3日間。 吉沢梨亜（7月5日先行配信、8月8日発売）
- 何度も密着して囁き発射させてくれる 豪華絢爛 遊郭ソープランド「花魁」 吉沢梨亜（8月9日先行配信、9月26日発売）[7]
- 押しに弱そうな彼女の敏感早漏妹を開発し過ぎて逆にハメられまくった7日間 吉沢梨亜（9月12日先行配信、10月24日発売）
- 新卒入社NTR 世間知らずの婚約者が就職先のヤリチン社員にエグい程にイカされまくって快楽ネトラレ堕ちしていた話。 吉沢梨亜（10月9日先行配信、11月7日発売）
- 絶対に手を出してはいけない 上司の妻に誘惑されてヤリまくってしまった…。 吉沢梨亜（11月9日先行配信、12月12日発売）
- ヤリサーNTR 僕が参加できなかったサークルの夏合宿でヤリラフィーな連中の肉オナホにされていた彼女。 吉沢梨亜（12月13日先行配信、2025年1月23日発売）

- 日焼けあと残る幼馴染にひたすら誘惑されて12発も搾り取られたド田舎の夏の3日間。 吉沢梨亜（1月17日先行配信、2月20日発売）
- 人生初のナマ中出し解禁 気持ち良すぎて痙攣、絶叫、大絶頂セックス! 吉沢梨亜（3月2日先行配信、4月10日発売）
- バイト先コンビニの大好きなスレンダーポニテ彼女が最低なゲス店長に寝取られ言いなり肉オナホに快楽堕ちさせられていた。 吉沢梨亜（4月25日先行配信、5月22日発売）
- 部屋に入り浸るギャルのマ〇コを使って早漏改善トレーニングのはずが気持ち良すぎて何度も中出し! 最後は同時イキ中出し! 吉沢梨亜（5月9日先行配信、6月12日発売）
- 妻の不在中、生意気なギャル連れ子を理解らせてやるキメセク痙攣汗だく潮吹きアクメ堕とし!! 吉沢梨亜（6月7日先行配信、7月10日発売）
- 「先輩… ドコみてるんですか?」 無防備なデカ尻タイトスカートの後輩OLちゃんに即ピスバック中出し!! 吉沢梨亜（7月8日先行配信、8月7日発売）

### イメージビデオ
- Ria A little shy， pure smile 吉沢梨亜（2024年6月6日、REbecca）
- りあの告白 吉沢梨亜（2024年10月18日、メディアブランド）
- リアタイプロトコル 吉沢梨亜（2025年1月24日、メディアブランド）
- りあの接吻～くちづけ～ 吉沢梨亜（2025年4月18日、メディアブランド）

### 写真集
- first drip 吉沢梨亜1st.写真集（2025年3月25日、彩文館出版、撮影：稲田喬晃）ISBN 978-4-7756-0684-1 ※3000部限定愛蔵版[8][12]

### デジタル写真集
- Ria A little shy, pure smile 吉沢梨亜（2024年8月1日、REbecca）